# Аньдин (Ганьсу)
Аньди́н (кит. упр. 安定, пиньинь Āndìng) — район городского подчинения городского округа Динси провинции Ганьсу (КНР). Название означает «успокоение [западных рубежей]».

## История
При империи Сун в 1081 году здесь было возведено укрепление Тунси (通西寨). В 1096 году появились городки Аньси (安西城) и Динси (定西城), а на следующий год — ещё и Пинси (平西城). В 1130 году эти земли были захвачены чжурчжэнями, включившими их в состав империи Цзинь, и в 1142 году был создан уезд Динси (定西县). В 1216 году уезд Динси был поднят в статусе до области Динси (定西州), в которую вошли уезды Динси, Пинси и Аньси. В 1227 году эти земли были захвачены монголами; в 1266 году уезды Динси, Пинси и Аньси были ликвидированы, а их земли перешли под прямое управление областных структур. В 1325 году после землетрясения область Динси была переименована в Аньдин (安定州). После установления китайской империи Мин область Аньдин была в 1377 году понижена в статусе и стала уездом Аньдин (安定县).
В 1914 году уезд Аньдин был переименован в Динси.
В 1949 году был образован Специальный район Динси (定西专区), и уезд вошёл в его состав. В 1970 году Специальный район Динси был переименован в Округ Динси (定西地区).
Постановлением Госсовета КНР от 4 апреля 2003 года был расформирован округ Динси и образован городской округ Динси; бывший уезд Динси стал районом Аньдин в его составе.

## Административное деление
Район делится на 2 уличных комитета, 12 посёлков и 7 волостей.